# حسین شهابی
حسین شهابی (زاده ۷ آذر ۱۳۴۶ – درگذشته ۲ بهمن ۱۴۰۱) تهیه‌کننده، نویسنده و کارگردان سینمای ایران بود.

## زندگی و آثار
شهابی دارای مدرک فوق لیسانس کارگردانی سینما، استاد سابق انجمن خوشنویسان ایران، و همچنین تحصیل کرده رشته موسیقی کلاسیک در دانشگاه تهران است.او که به گفتهٔ خودش فیلم‌سازی را در زمان نوجوانی و با ساختن فیلم‌های کوتاه هشت و شانزده میلی‌متری آزموده، فیلم‌سازی حرفه‌ای را از سال ۱۳۷۵ با ساخت فیلم کوتاه صدبرابر صد ثانیه آغاز کرد که همین فیلم در اولین حضور رقابتیِ خود یکی از جوایز اصلی جشنوارهٔ صدمین سالگرد جشن سینمای ایران را به دست آورد. وی که پیرو مکتب و سبک رئالیسم در سینماست، از آغاز فعالیت سینمایی خود تاکنون تهیه‌کنندگی، نویسندگی و کارگردانی بیش از بیست فیلم کوتاه پانزده فیلم بلند داستانی و پنج فیلم سینمایی رادر کارنامهٔ هنری خود دارد که برای تعدادی از آن‌ها از جشنواره‌های داخلی و خارجی جوایزی دریافت کرده‌است.
اولین فیلم بلند او سایه‌ها محصول ۱۳۸۹ اثری در ژانر ترسناک است. روز روشن فیلم بعدی حسین شهابی است در سال ۱۳۹۱ در سی و یکمین جشنواره فیلم فجر، ضمن نامزدی دریافت چهار سیمرغ بلورین، برندهٔ دو دیپلم افتخار از این جشنواره شد. این فیلم در دی ماه سال ۱۳۹۲ اکران شد و اقبال عمومی نیافت، اما در اولین حضور بین‌المللی خود نامزد دریافت جایزهٔ آستور بهترین نویسندگی و کارگردانی از بیست و هشتمین جشنواره بین‌المللی فیلم ماردل پلاتا آرژانتین شد و «تقدیر ویژهٔ هیئت داوران» این جشنواره را برای شهابی به ارمغان آورد. روز روشن که تحسین برخی از منتقدان بین‌المللی را نیز به همراه داشت، همچنین «قرقاول نقره‌ای بهترین کارگردانِ تازه‌وارد» نوزدهمین جشنواره بین‌المللی فیلم کرالا هند را دریافت کرد.
شهابی فیلم «به خاطر مهدی» را نیز در سال ۱۳۹۰ ساخته که هنوز به نمایش عمومی در نیامده است. حراج سومین فیلم سینمایی حسین شهابی است که در سال ۱۳۹۳ در سینماهای ایران اکران عمومی گردید و به دلیل تبلیغات نامناسب و حضور نداشتن چهره‌های اسم‌ورسم‌دار در آن به فروش قابل توجهی دست پیدا نکرد هرچند تمجید برخی از منتقدان سینما را به همراه داشت. بی صدا چهارمین و آزاد به قید شرط پنجمین فیلم سینمایی وی در مقام نویسنده، تهیه‌کننده و کارگردان است. منتقد مجله سینمایی ۲۴ در شماره ۵۵ شهریور ماه سال ۹۳ دربارهٔ او می‌نویسد: «شهابی در فیلم‌هایش هیچ تلاشی برای باج دادن به مخاطب نمی‌کند و در عوض تلاش می‌کند با تعریف قصه‌ای ساده اما تأثیرگذار و نمایش دقیق زندگی شخصیت‌هایی بظاهر معمولی اما پیچیده، ما را با لحظه لحظه فیلم همراه کند». عبور از سطح به عمق مسائل فردی، خانوادگی، اجتماعی و نمایش بی‌پیرایهٔ حرف‌ها و عملکرد آدم‌ها در مواجهه با مشکلات و معضلات اجتماعی و هنگامه گرفتار شدن در چنگ نیازهای مادی و معنوی شاکله و مضمون فیلم‌های سینمایی شهابی را تشکیل می‌دهد.

## فیلم‌های سینمایی
| ردیف | نام فیلم        | تهیه‌کننده | نویسنده | کارگردان | موسیقی متن | تدوینگر | تولیدکنندهٔ فیلم               | مدت زمان فیلم | سال تولید فیلم |
| ۱    | آزاد به قید شرط | آری       | آری     | آری      | آری        | نه      | موسسه سینمایی خانه فیلم باران | ۱۲۰ دقیقه     | ۱۳۹۵           |
| ۲    | بی صدا          | آری       | آری     | آری      | آری        | نه      | موسسه سینمایی خانه فیلم باران | ۱۲۰ دقیقه     | ۱۳۹۵           |
| ۳    | حراج            | آری       | آری     | آری      | آری        | آری     | موسسه سینمایی خانه فیلم باران | ۹۸ دقیقه      | ۱۳۹۲           |
| ۴    | روز روشن        | آری       | آری     | آری      | آری        | نه      | موسسه سینمایی خانه فیلم باران | ۸۶ دقیقه      | ۱۳۹۱           |
| ۵    | به‌خاطر مهدی     | آری       | آری     | آری      | آری        | آری     | موسسه سینمایی خانه فیلم باران | ۱۲۰ دقیقه     | ۱۳۹۰           |
| ۶    | سایه‌ها          | آری       | آری     | آری      | آری        | آری     | موسسه سینمایی خانه فیلم باران | ۹۳ دقیقه      | ۱۳۸۹           |

## فیلم‌های تجربی

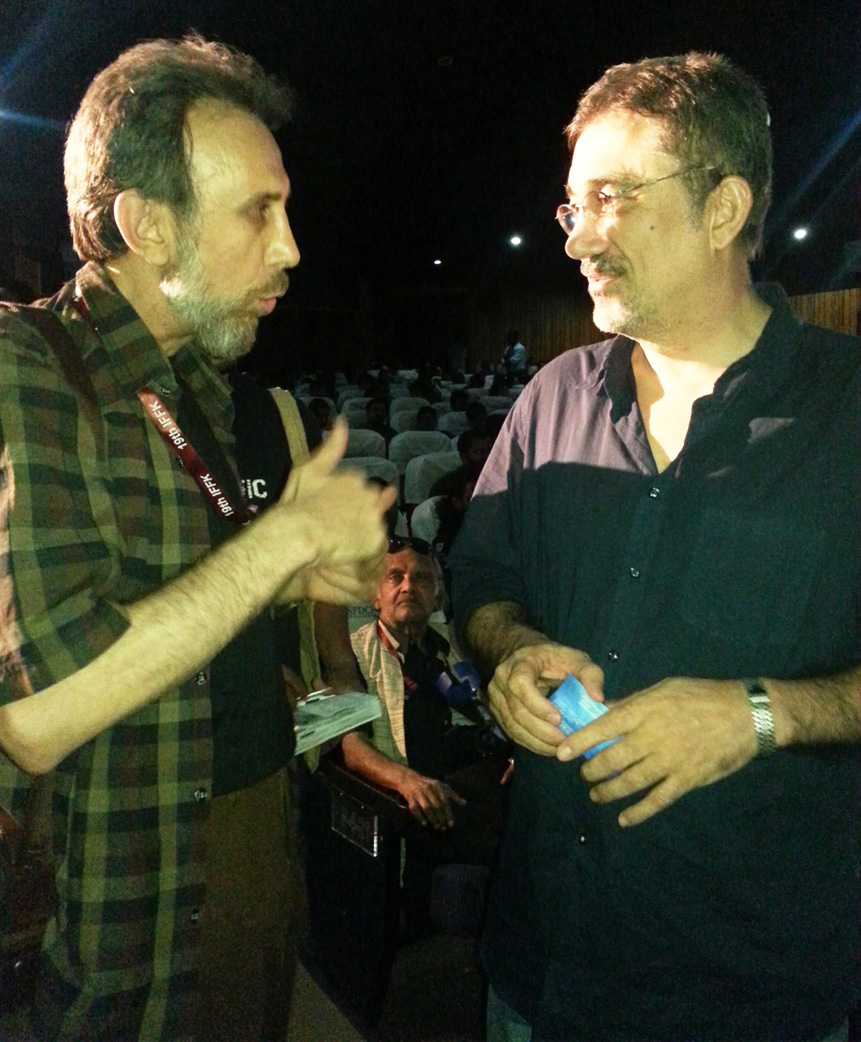
حسین شهابی و نوری بیلگه جیلان فستیوال بین‌المللی فیلم کرالا (۲۰۱۴)

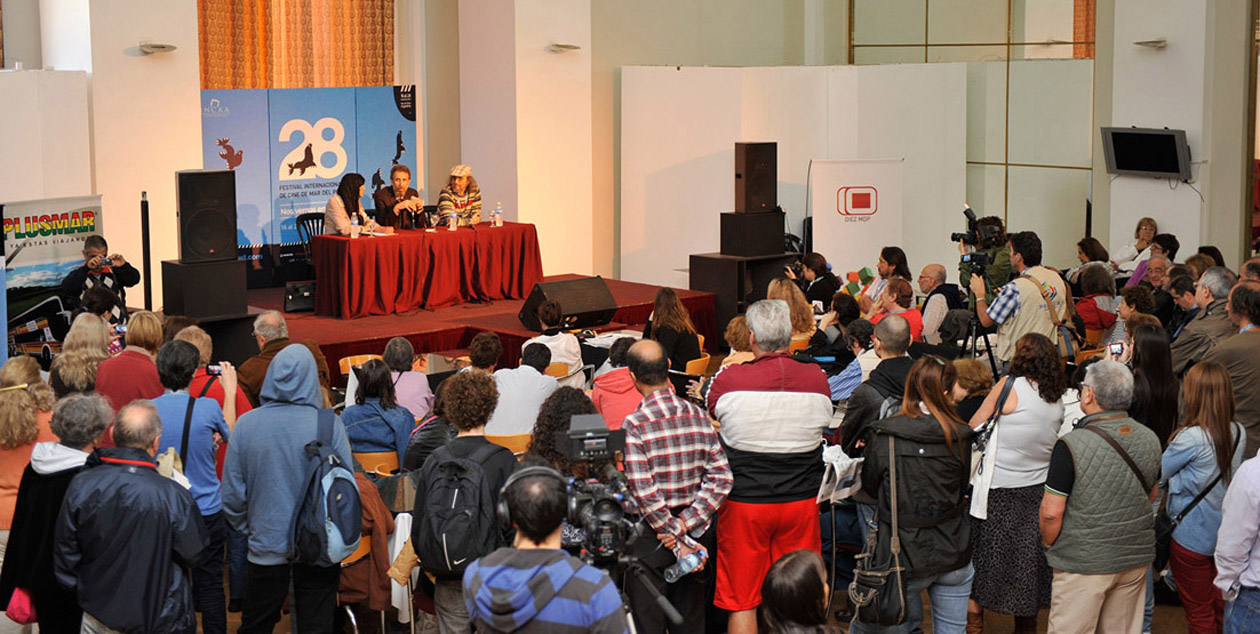
کنفرانس خبری حسین شهابی آرژانتین

| ردیف | نام فیلم    | تهیه‌کننده | نویسنده | کارگردان | موسیقی متن | تدوینگر | تولیدکنندهٔ فیلم                      | مدت زمان فیلم | سال تولید فیلم |
| ۱    | صد برابر صد | آری       | آری     | آری      | آری        | آری     | موسسه سینمایی خانه فیلم باران        | کوتاه         | ۱۳۷۵           |
| ۲    | آسانسور     | آری       | آری     | آری      | آری        | آری     | موسسه سینمایی خانه فیلم باران        | ۴۰ دقیقه      | ۱۳۷۵           |
| ۳    | سایه روشن   | آری       | آری     | آری      | آری        | آری     | موسسه سینمایی فارابی                 | ۷۵ دقیقه      | ۱۳۷۶           |
| ۴    | ردپای نور   | آری       | آری     | آری      | آری        | آری     | موسسه سینمایی فارابی                 | ۸۵ دقیقه      | ۱۳۷۶           |
| ۵    | تونل ۱۸     | آری       | آری     | آری      | آری        | آری     | وزارت راه و ترابری - اداره کل راه‌آهن | ۱۳۰ دقیقه     | ۱۳۷۷           |
| ۶    | شبح         | آری       | آری     | آری      | آری        | آری     | موسسه سینمایی خانه فیلم باران        | ۱۰۰ دقیقه     | ۱۳۷۷           |
| ۷    | عکس         | نه        | آری     | آری      | نه         | آری     | موسسه سینمایی آفاق کیش               | ۹۸ دقیقه      | ۱۳۷۸           |
| ۸    | آش نذری     | نه        | آری     | آری      | نه         | آری     | شبکه یک تلویزیون ایران               | ۷۵ دقیقه      | ۱۳۷۸           |
| ۹    | پژواک       | نه        | آری     | آری      | آری        | آری     | شبکه تلویزیونی جزیره کیش             | ۳۰ دقیقه      | ۱۳۷۸           |
| ۱۰   | درخت بارانی | نه        | آری     | آری      | آری        | آری     | شبکه تلویزیونی باران                 | ۳۰ دقیقه      | ۱۳۷۹           |
| ۱۱   | جنگ و گنج   | آری       | آری     | آری      | آری        | آری     | موسسه سینمایی خانه فیلم باران        | ۸۰ دقیقه      | ۱۳۷۹           |
| ۱۲   | حرف آخر     | آری       | آری     | آری      | آری        | آری     | موسسه سینمایی خانه فیلم باران        | ۴۵ دقیقه      | ۱۳۸۷           |

## جوایز و حضور بین‌المللی
| جوایز | جوایز | جوایز                                       | جوایز                                                   | جوایز      |
| ردیف  | سال   | جشنواره                                     | نتیجه                                                   | فیلم       |
| ----- | ----- | ------------------------------------------- | ------------------------------------------------------- | ---------- |
| ۱     | ۱۳۷۵  | جشنوارهٔ صدمین سالگرد سینما                  | برندهٔ دیپلم افتخار و جایزهٔ نقدی بهترین فیلم و کارگردانی | صدبرابر صد |
| ۲     | ۱۳۹۱  | سی و یکمین جشنواره بین‌المللی فیلم فجر       | برندهٔ دیپلم افتخار و تندیس بهترین فیلمنامه              | روز روشن   |
| ۳     | ۱۳۹۲  | جشنواره بین‌المللی فیلم ماردل پلاتا آرژانتین | برندهٔ جایزهٔ تقدیر ویژهٔ هیئت داوران                      | روز روشن   |
| ۴     | ۱۳۹۳  | نوزدهمین جشنواره بین‌المللی فیلم کرالا هند   | برندهٔ قرقاول نقره‌ای بهترین کارگردانِ تازه‌وارد            | روز روشن   |